# Peterson dos Santos
Peterson dos Santos, född 31 mars 1991, är en friidrottare från Brasilien. Han deltog vid olympiska sommarspelen 2016.